# Aeridinae
Aeridinae Pfitzer, 1887 è una sottotribù di piante della famiglia delle Orchidacee; fa parte della tribù Vandeae, sottofamiglia Epidendroideae.
Questa sottotribù annovera circa 1.500 specie originarie di zone tropicali di Asia, Oceania e Africa.
Fanno parte di questa sottotribù alcuni generi di notevole valore commerciale e amatoriale come Phalaenopsis e Vanda.

## Descrizione
Le specie appartenenti a questa sottotribù hanno tutte crescita monopodiale e non presentano pseudobulbi.
Possono essere terricole, ma più spesso sono epifite o litofite e sono caratterizzate da un rostello indiviso, uno sperone relativamente piccolo (spesso assai più piccolo dei petali) e quattro (talvolta due) pollinii.

## Distribuzione e habitat
L'areale della sottotribù si estende dall'India e Sri Lanka a tutta l'ecozona orientale, spingendosi a nord sino al Giappone, a est sino a Tahiti e a sud sino alla Nuova Zelanda. Due generi (Acampe e Taeniophyllum) sono presenti in Africa sud-orientale e in Madagascar.

## Tassonomia
Appartengono alla sottotribù in esame i seguenti generi:
- Acampe Lindl., 1853 (7 spp.)
- Adenoncos Blume, 1825 (17 spp.)
- Aerides Lour., 1790 (29 spp.)
- Amesiella Schltr. ex Garay, 1972 (3 spp.)
- Arachnis Blume, 1825 (16 spp.)
- Biermannia King & Pantl. (12 spp.)
- Bogoria J.J.Sm. (13 spp.)
- Brachypeza Garay (12 spp.)
- Calymmanthera Schltr. (5 spp.)
- Ceratocentron Senghas (1 sp.)
- Chamaeanthus Schltr. (2 spp.)
- Chiloschista Lindl. (22 spp.)
- Chroniochilus J.J.Sm. (5 spp.)
- Cleisocentron Brühl (7 spp.)
- Cleisomeria Lindl. ex D.Don (2 spp.)
- Cleisostoma Blume (97 spp.)
- Cleisostomopsis Seidenf. (4 spp.)
- Cottonia Wight (1 sp.)
- Deceptor Seidenf. (1 sp.)
- Dimorphorchis Rolfe (9 spp.)
- Diplocentrum Lindl. (2 spp.)
- Diploprora Hook.f. (2 spp.)
- Dryadorchis Schltr. (5 spp.)
- Drymoanthus Nicholls (4 spp.)
- Dyakia Christenson (1 sp.)
- Eclecticus P.O’Byrne (1 sp.)
- Gastrochilus D.Don (68 spp.)
- Grosourdya Rchb.f. (26 spp.)
- Gunnarella Senghas (5 spp.)
- Holcoglossum Schltr. (22 spp.)
- Hymenorchis Schltr. (14 spp.)
- Jejewoodia Szlach. (6 spp.)
- Luisia Gaudich. (45 spp.)
- Macropodanthus L.O.Williams (11 spp.)
- Micropera Lindl. (22 spp.)
- Microsaccus Blume (12 spp.)
- Mobilabium Rupp (1 sp.)
- Omoea Blume (2 spp.)
- Ophioglossella Schuit. & Ormerod (1 sp.)
- Papilionanthe Schltr. (10 spp.)
- Paraphalaenopsis A.D.Hawkes, 1963 (4 spp.)
- Pelatantheria Ridl. (8 spp.)
- Pennilabium J.J.Sm. (18 spp.)
- Peristeranthus T.E.Hunt (1 sp.)
- Phalaenopsis Blume, 1825 (75 spp.)
- Phragmorchis L.O.Williams (1 sp.)
- Plectorrhiza Dockrill (4 spp.)
- Pomatocalpa Breda, 1827 (23 spp.)
- Porrorhachis Garay (2 spp.)
- Pteroceras Hassk. (22 spp.)
- Renanthera Lour. (23 spp.)
- Rhinerrhiza Rupp (1 sp.)
- Rhynchogyna Seidenf. & Garay (2 spp.)
- Rhynchostylis Blume, 1825 (5 spp.)
- Robiquetia Gaudich., 1829 (93 spp.)
- Saccolabiopsis J.J.Sm. (14 spp.)
- Saccolabium Blume (4 spp.)
- Santotomasia Ormerod (1 sp.)
- Sarcanthopsis Garay (6 spp.)
- Sarcochilus R.Br. (23 spp.)
- Sarcoglyphis Garay  (12 spp.)
- Sarcophyton Garay  (3 spp.)
- Schistotylus Dockrill (1 sp.)
- Schoenorchis Reinw. ex Blume, 1825 (28 spp.)
- Seidenfadenia Garay (1 sp.)
- Smithsonia C.J.Saldanha (3 spp.)
- Smitinandia Holttum (3 spp.)
- Stereochilus Lindl. (6 spp.)
- Taeniophyllum Blume (242 spp.)
- Taprobanea Christenson (1 sp.)
- Thrixspermum Lour. (188 spp.)
- Trachoma Garay (16 spp.)
- Trichoglottis Blume (85 spp.)
- Tuberolabium Yaman. (8 spp.)
- Uncifera Lindl. (6 spp.)
- Vanda Gaud. ex Pfitzer (81 spp.)
- Vandopsis Pfitzer, 1889 (4 spp.)

## Alcune specie

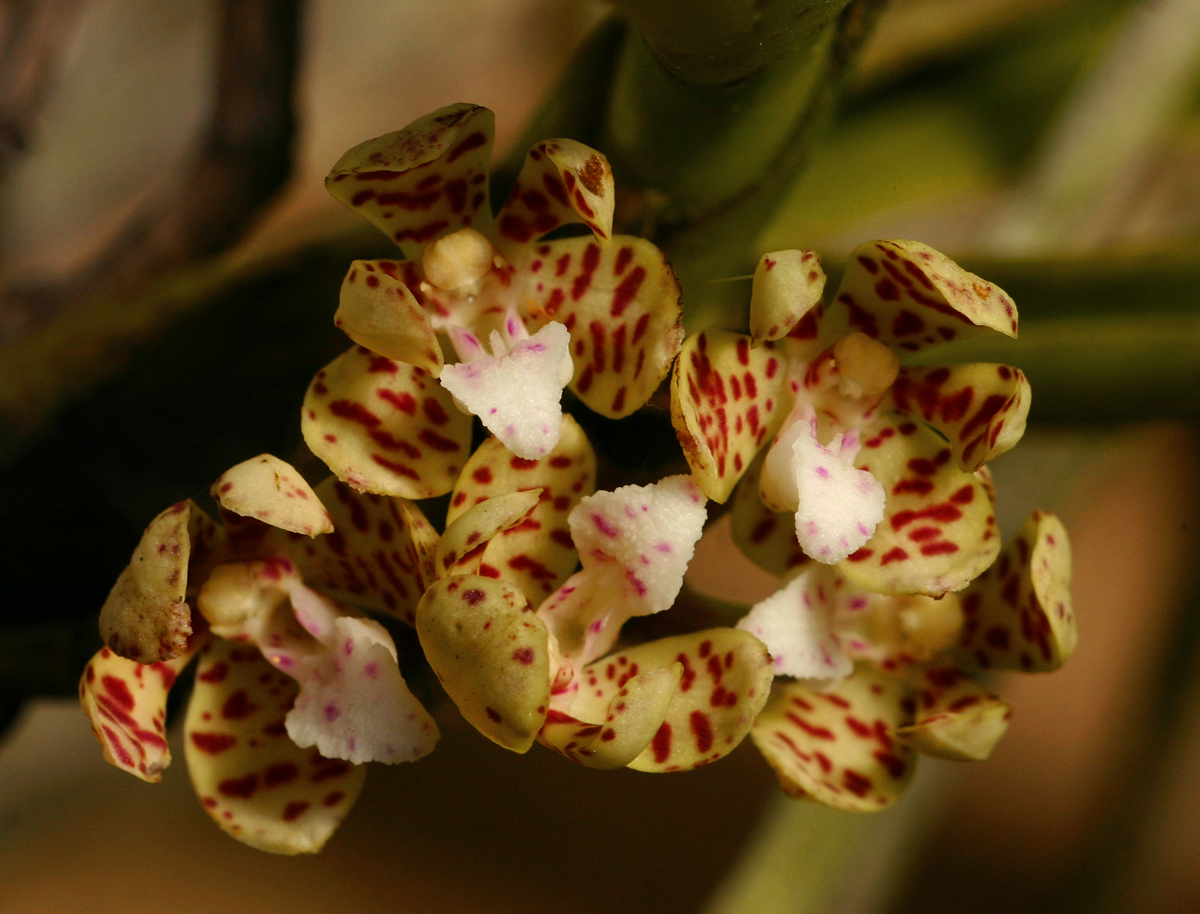
Acampe pachyglossa
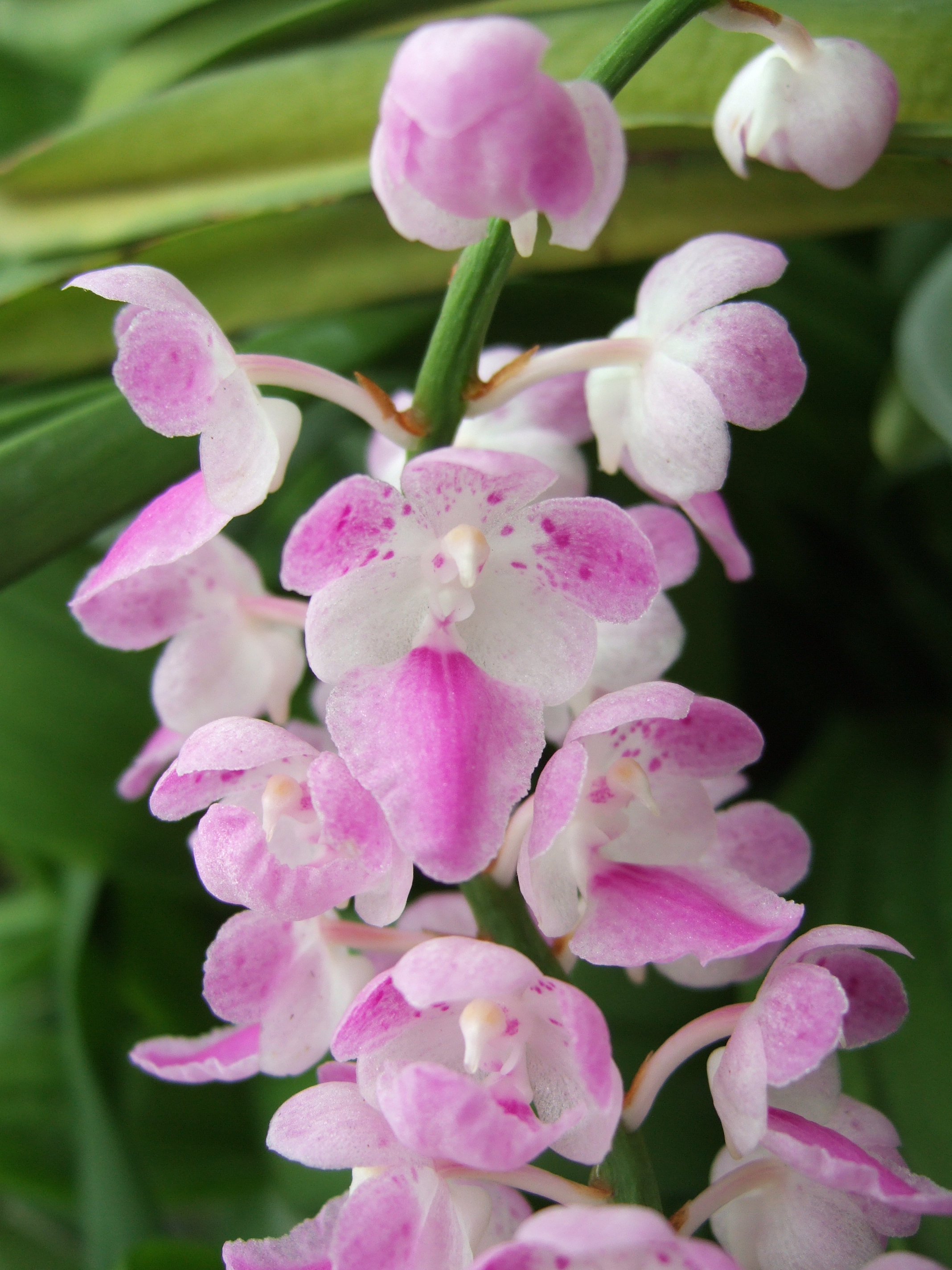
Aerides rosea
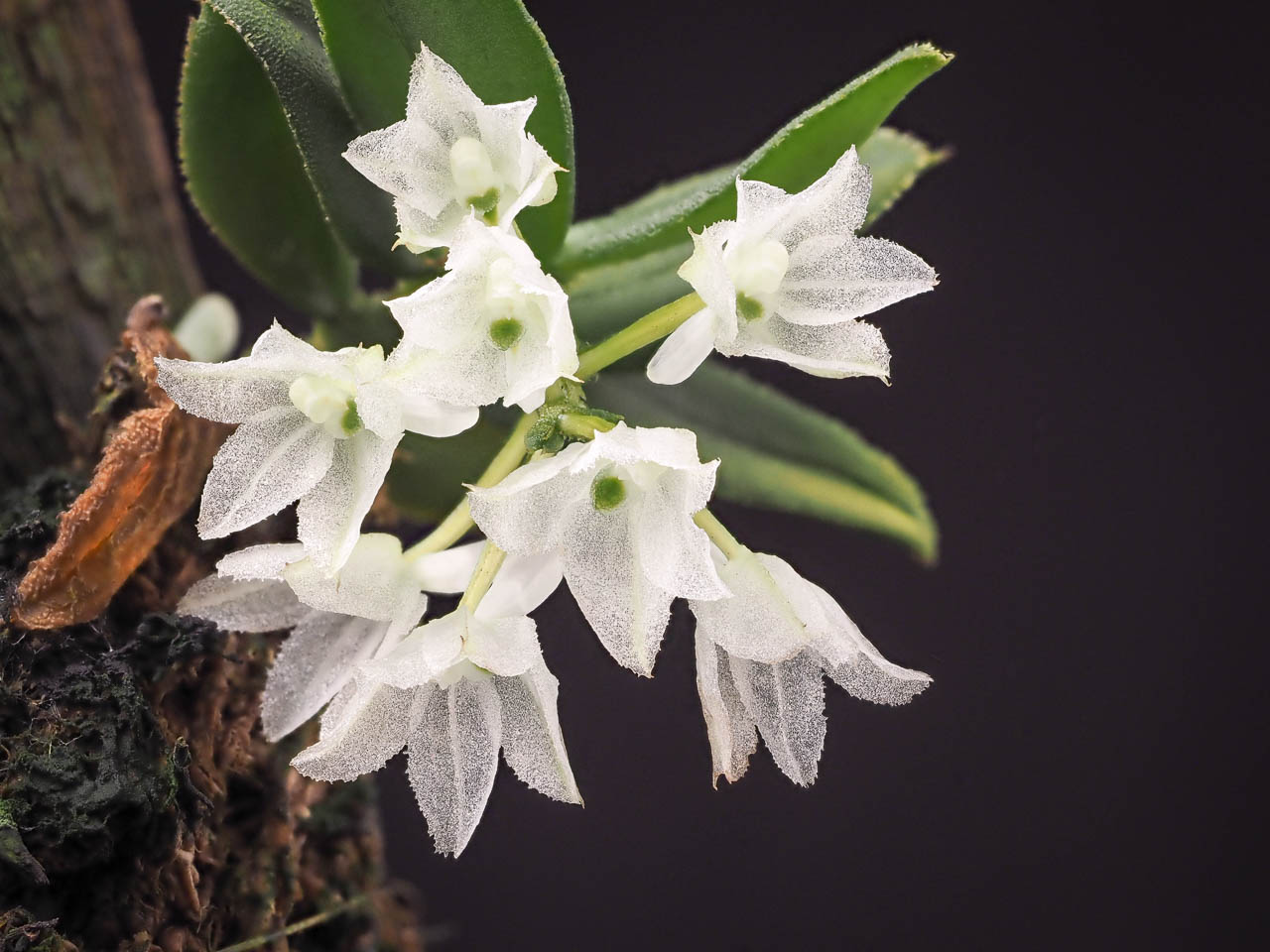
Hymenorchis javanica
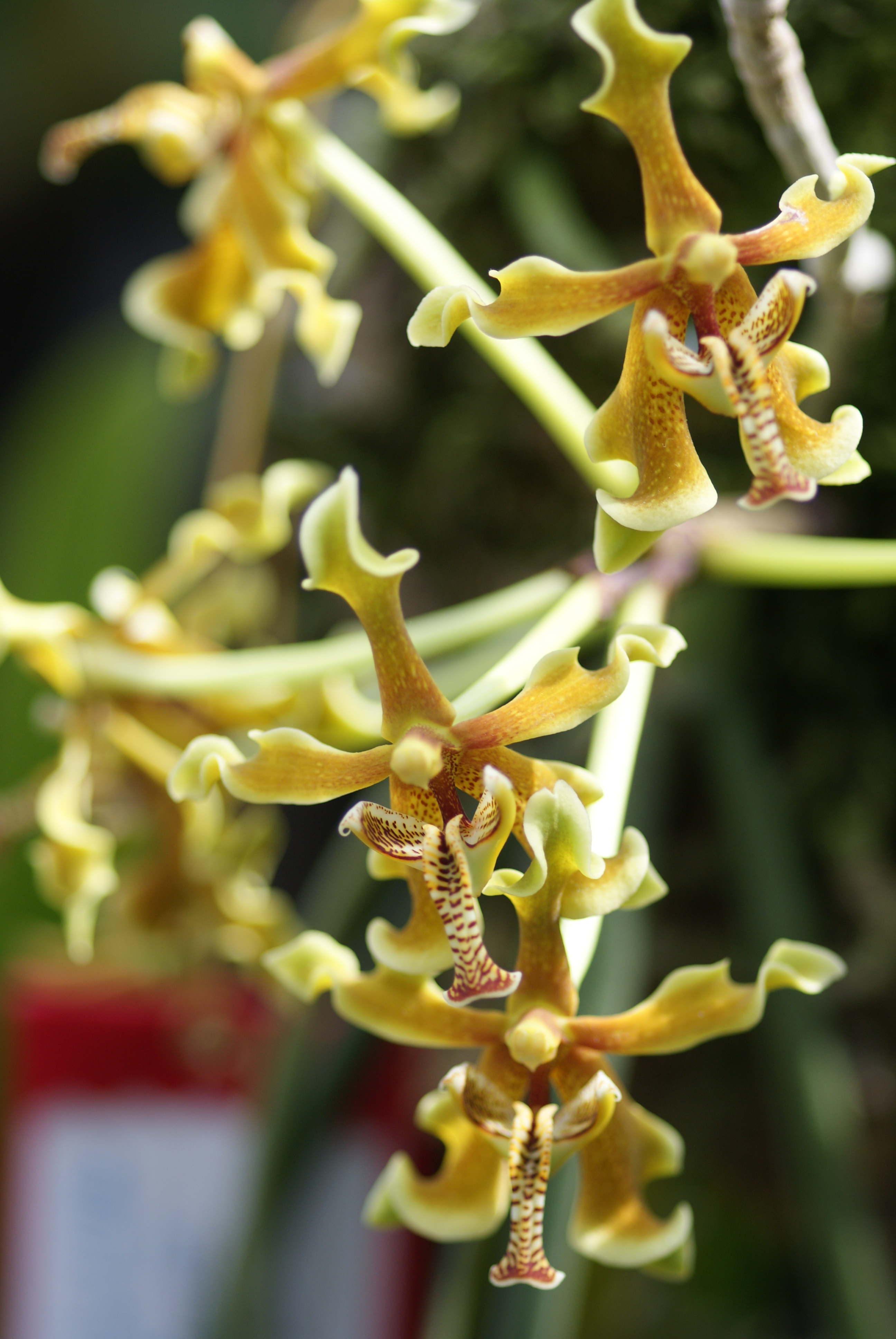
Paraphalaenopsis labukensis
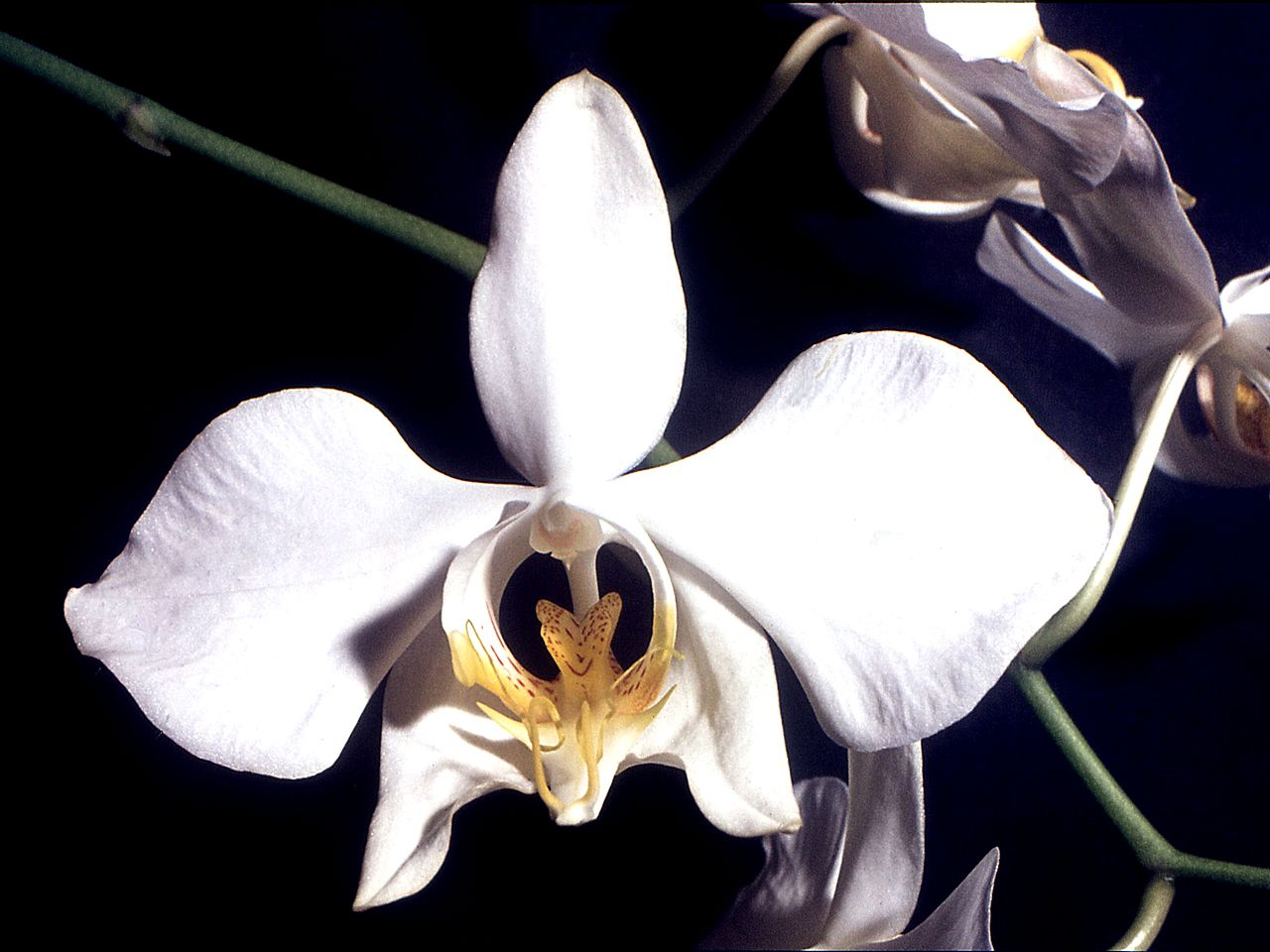
Phalaenopsis amabilis
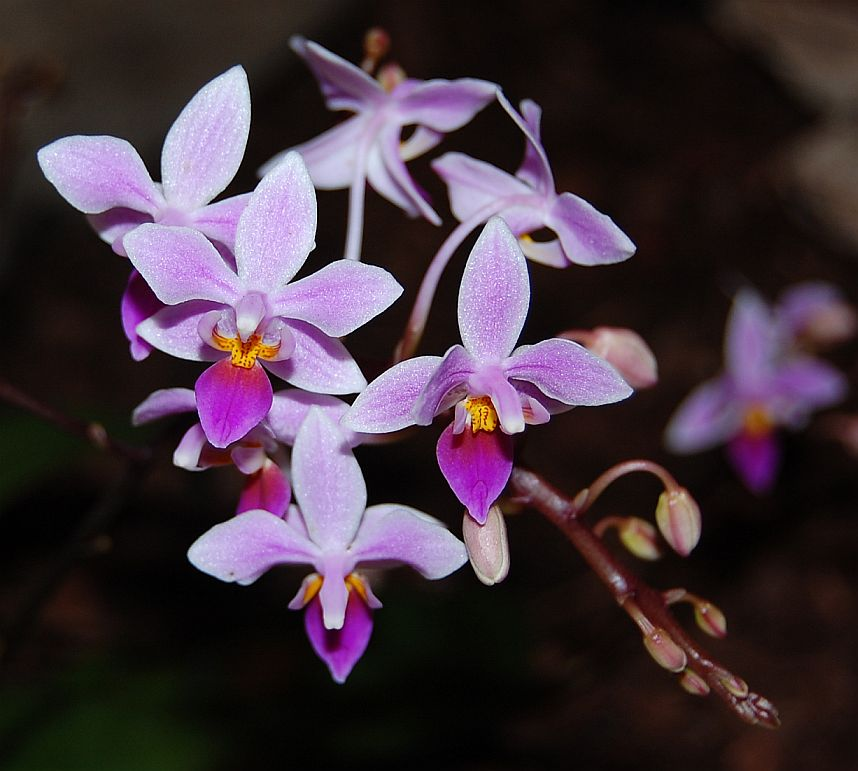
Phalaenopsis equestris
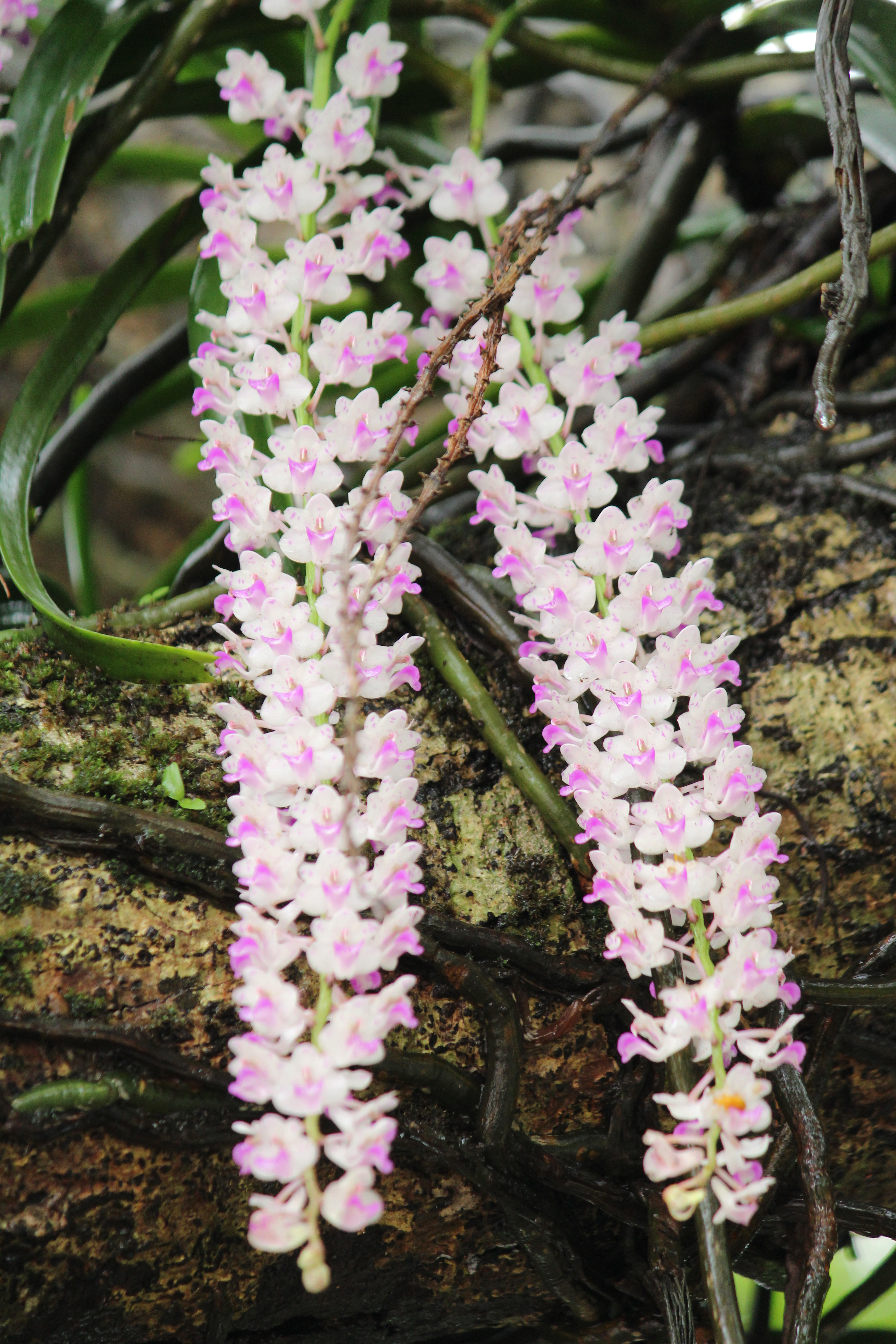
Rhynchostylis retusa
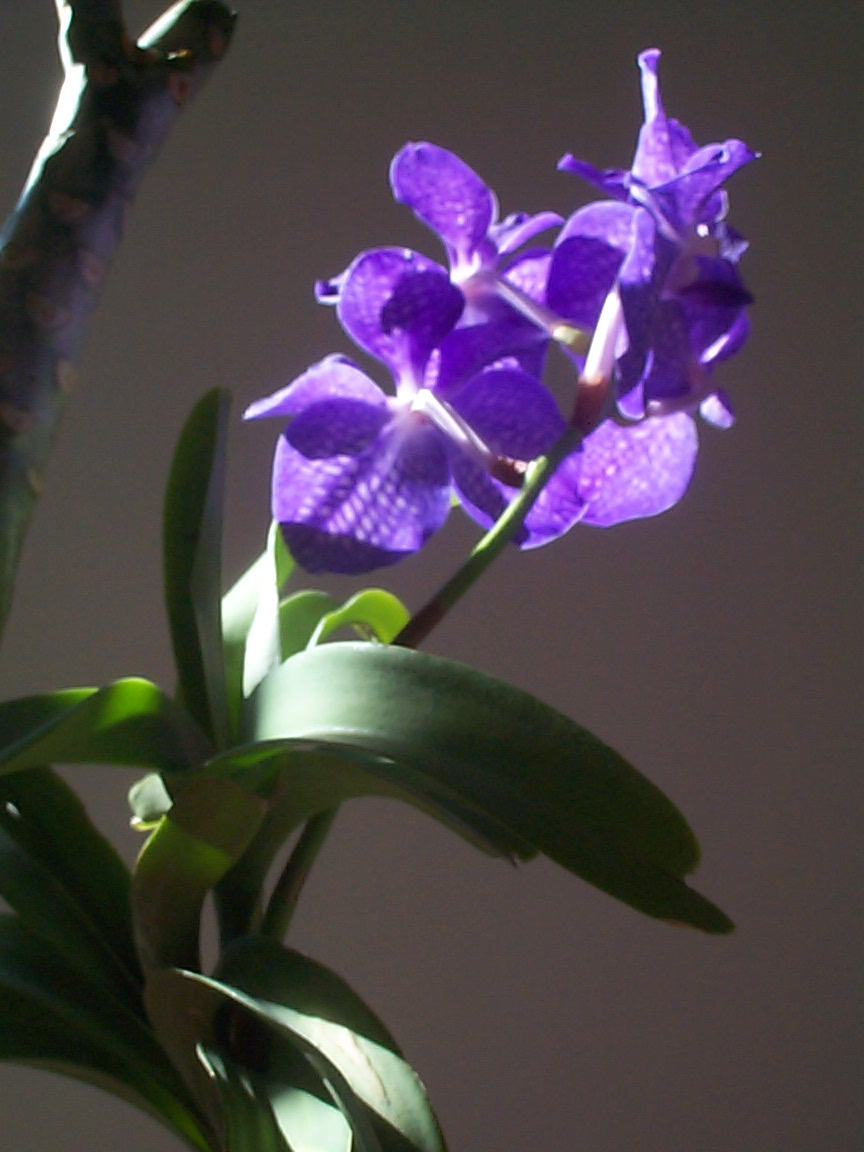
Vanda coerulea
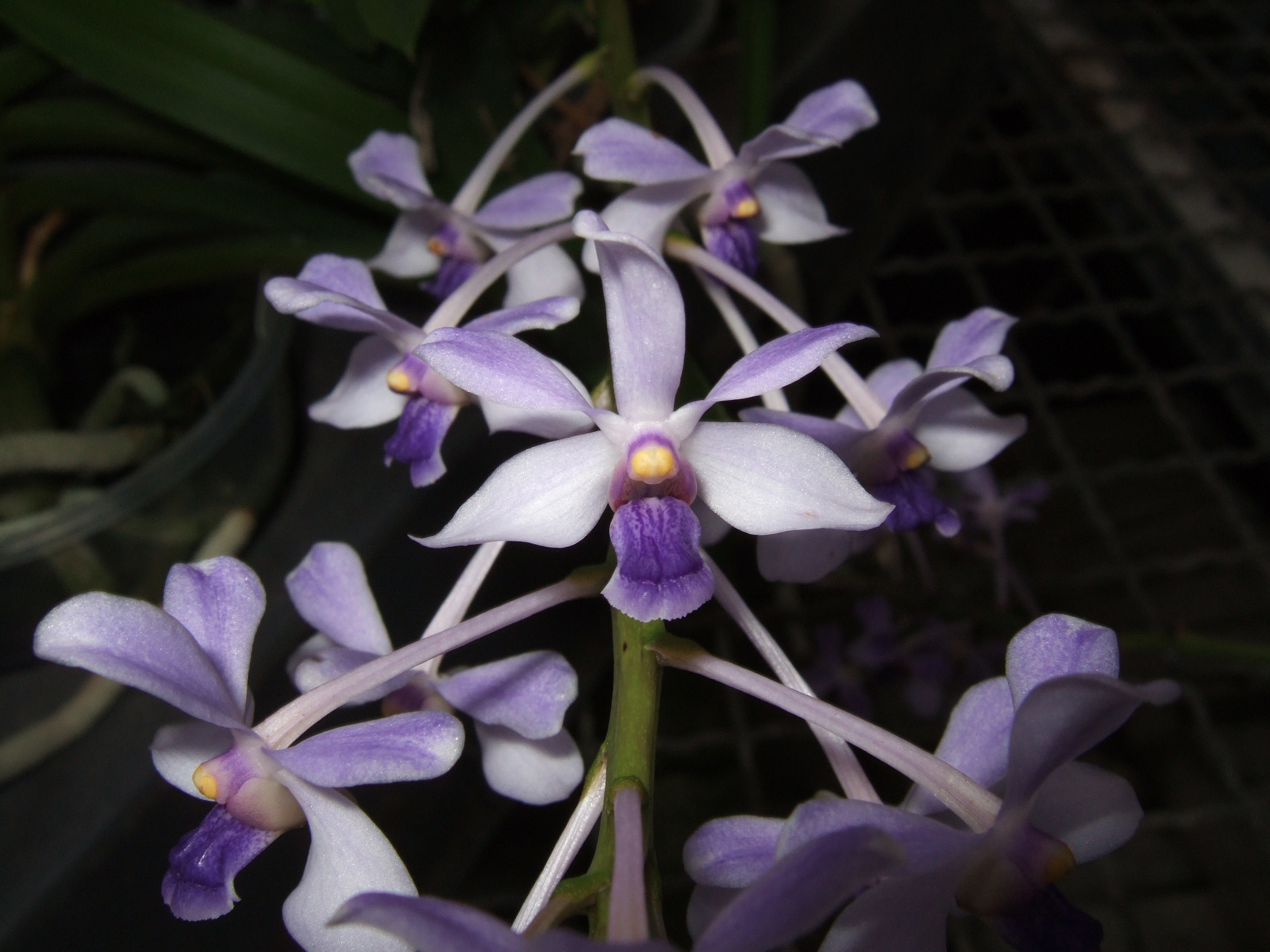
Vanda coerulescens
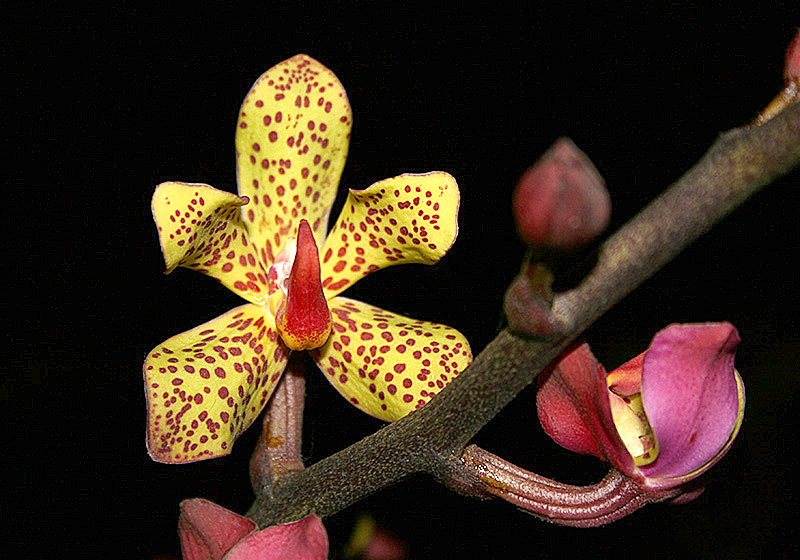
Vandopsis lissochiloides